# Canhoto (violonista)
Américo Jacomino (São Paulo, 12 de fevereiro de 1889 — São Paulo, 7 de setembro de 1928) foi um violonista brasileiro, popularmente conhecido por Canhoto.
Recebeu esse apelido em virtude de executar o dedilhado no instrumento com a mão esquerda, sem inversão do encordoamento. Ele foi um dos responsáveis pelo enobrecimento desse instrumento musical no Brasil. O violão era, até sua época, considerado um instrumento de menor importância e até mesmo dito que só marginais faziam uso dele. A performance marcante nos palcos e o seu estilo único o fizeram gradativamente alcançar notoriedade e reconhecimento artístico entre as décadas de 1910 e 1920. Uma de suas técnicas mais marcantes foi o seu famoso vibrato. Quando na execução desse efeito o músico tremia não só a mão que segurava a corda do violão, mas também o seu corpo inteiro.

## Biografia

### Início
Américo Jacomino nasceu na cidade de São Paulo em 12 de fevereiro de 1889. Era filho de Crescêncio Jacomino e de Vicencia Carpello, imigrantes italianos da região de Nápoles. Não teve formação musical, mas isso não o impediu de, de forma autodidata, aprender teoria musical e a aprender a manejar o instrumento, devido em grande parte por influência do seu irmão, Ernesto Jacomino. Além disso, tocava violão escondido do pai, que não queria que ele se dedicasse ao instrumento. Dado o fato de ser canhoto e autodidata, aprendeu a tocar de forma inusitada e fora dos padrões da época, pois tocava o violão de maneira canhota e com a relação de cordas invertida, isso despertava a curiosidade de quem assistia o seu desempenho. Assim, tal característica tornou-se a sua marca registrada, lhe rendendo a alcunha popular de "Canhoto", pela qual se tornaria notório e lembrado até a atualidade.
Ainda quando jovem, teve como primeiros empregos a atividade de pintura de painéis e de vendedor jornal, no bairro do Brás na capital paulista, e com as suas economias comprou o seu primeiro violão. Em 1904, fez a sua primeira apresentação e em seguida conheceu em uma seresta o cantor Roque Ricciardi, o Paraguaçu, de que seria seu amigo e colega durante toda a sua vida. Após a morte dos pais, por volta de 1910, Canhoto teve que se sustentar exclusivamente por meio de apresentações e trabalhos musicais em geral.
Foi casado com Maria Vieira de Moraes, com quem teve um filho: Luis Américo Jacomino.

### Estrelato

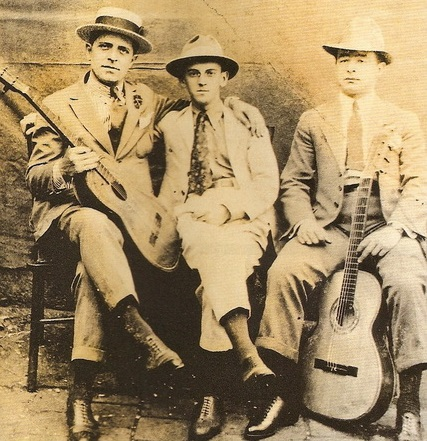
Américo Jacomino (canhoto) e amigos. Imagem de meados da década de 1910.

Foi somente em 1912 que Américo Jacomino gravou o seu primeiro disco, pela Odeon. A partir de então passaria a compor, gravar e se apresentar ao público regularmente, gradualmente recebendo reconhecimento do público e da crítica, de modo a consolidar-se no mundo artístico.
No ano de 1916, realizou um recital no então Salão Nobre do Conservatório Dramático e Musical, no centro de São Paulo. A apresentação fez parte de um grande que contava com a participação de outros músicos notáveis, além de palestras sobre o tema musical e apresentações com declamações de poemas e poesias. Américo Jacomino por conta de seu desempenho nesse evento gerou grande repercussão na crítica musical paulistana, onde ficavam impressionados com sua performance bem como a qualidade das canções.
Até então a crítica ignorava e desdenhava da importância do violão na música instrumental, sendo cética quanto a capacidade de recitais de qualidade por meio desse instrumento. Esse feito, no concerto de 1916, lhe proporcionou vários convites para apresentações nos principais palcos do Brasil e para lançamento de novos discos. Desde então o músico passou a ser atração preferencial da elite paulistana, que disputava cadeiras para assistir os seus recitais. Como resultado, aos poucos foi sendo reduzido o preconceito que havia em torno da importância do violão para a música erudita.
Em junho de 1916, Manuel Leiroz escreve sobre o Canhoto:
| “ | É preciso, porém, vê-lo, para se poder fazer uma ideia nítida do artista. Vê-lo com disposição de espirito, como nós o vimos. Não há a maçada da afinação, os mil altos e baixos, até acertar. | ” |

O jornal paulistano A Gazeta, em edição de 5 de setembro de 1916, ao anunciar um concerto do violonista advertia os seus leitores:
| “ | E' hoje que se realiza, no Conservatório Dramático e Musical, o concerto do sympathico e habilíssimo violonista, sr. Américo Jacomino. E' preciso advertir aos que o não conhecem ainda, que este artista nao se póde confundir com muitos outros que se apontam nesta cidade e que não passam de talentosos "dilettanti". Trata-se, na verdade, de um perfeito artista, possuidor de uma technica admirável e que sabe arranca do seu instrumento uma porção de effeitos surprehendentes. Ninguém, antes de ouvil-o poderá suppor de que recursos é capaz o violão. D'entre os seus segredos de technicas há um que, consoante a opinião do entendidos, é inimitável: é a maneira de fazer vibrar a corda por meio da pressão lenta dos dedos. O effeito que elle usa, dessa pressão, que é, dizem, de sua creação exclusiva tem uma docura encantadora. O programa, na sua maior parte, compôe-se de composições do sr. Jacomino. | ” |

Em uma oportunidade, estava agendado no Teatro Municipal de São Paulo uma da apresentação da dançaria Isadora Duncan, justamente no mesmo dia e horário do recital de Américo Jacomino, em uma casa de apresentações logo ao lado, contudo ainda assim este esteve lotado.
Foram também contemporâneos de Canhoto o violonista paraguaio Agustin Barrios e a espanhola Josefina Robledo, que realizavam também frequentes apresentações no Brasil. Assim, os três tiveram papel fundamental no desenvolvimento do violão instrumental no Brasil e a consolidação desse instrumento na música erudita.

### Principais músicas
Foi em 1917 que compôs as suas três músicas mais memoráveis: a valsa "Abismo de Rosas" (inicialmente denominada Acordes do Violão), a "Marcha Triunfal Brasileira" (derivada do dobrado "Campos Salles") e a "Marcha dos Marinheiros", composta em homenagem a Marinha Brasileira.

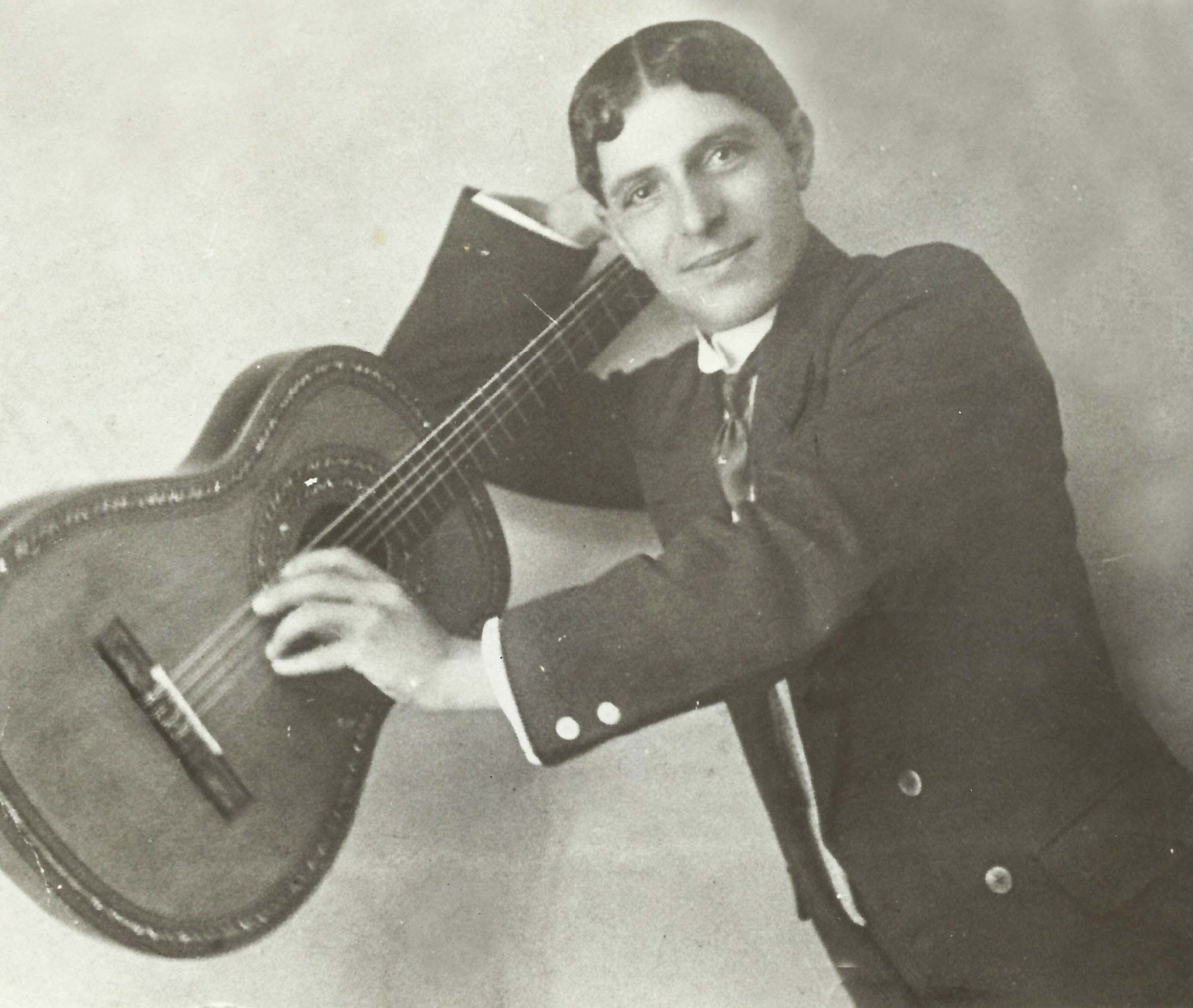
Retrato de 'Canhoto' ainda nos primórdios de sua carreira.

Ao final da década de 1910, criou um dos primeiros conjuntos de música caipira, ao lado de um ator cômico que encarnava o personagem Jeca Tatu, de Monteiro Lobato, e também incluindo uma cantora mirim. Porém, o trio Viterbo-Abigail-Canhoto seria dissolvido de forma trágica em 1920, com o assassinato de Viterbo de Azevedo durante uma turnê do trio em Poços de Caldas.
Na década seguinte, o músico se apresentou várias cidades pelo interior de São Paulo e de outros estados brasileiros. Foi durante uma apresentação na cidade de Itapetininga onde conheceu a sua futura esposa, Maria Vieira de Moraes, filha de político local. Com o casamento, Canhoto muda-se para a cidade de São Carlos, no interior paulista, onde inaugura a loja de instrumentos musicais "Casa Carlos Gomes". A ideia em residir em São Carlos era estratégica, pois a cidade ficava no centro de sua rota para as frequentes apresentações tanto na capital quanto no interior de São Paulo.
Contudo, em 1925 Jacomino decide retornar a cidade São Paulo. Nessa época, tornou-se um dos primeiros músicos a se apresentar na recém inaugurada Rádio Educadora Paulista, que anos depois se tornaria a Rádio Gazeta. Também nessa época realizou algumas das primeiras gravações no então inovador sistema elétrico. As suas gravações da década de 1920 são consideradas algumas das melhores da história do violão brasileiro, além de terem sido mais tarde estudadas de forma detalhada por violonistas como Antônio Rago, Mozart Bicalho e Dilermando Reis, além de musicólogos.

### Concurso "O Que É Nosso"

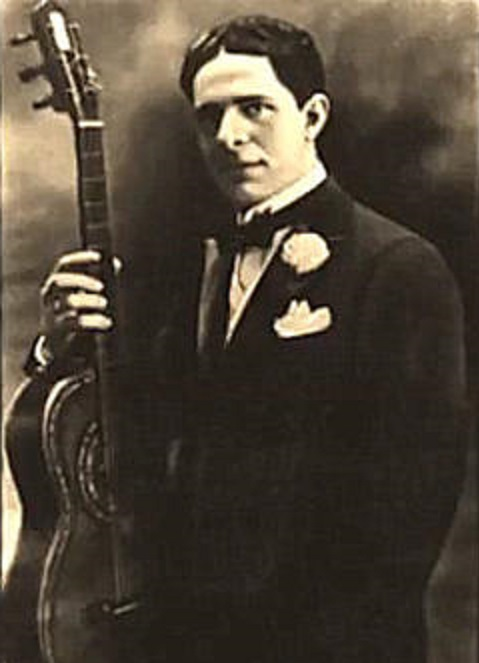
Américo Jacomino em imagem da década de 1920.

Em fevereiro de 1927 foi realizado o concurso "O Que é Nosso", organizado pelo jornal Correio da Manhã no Rio de Janeiro. Canhoto foi uma das atrações e por conta disso se tornou o primeiro músico de violão instrumental a atuar nesse tipo de certame no Brasil. No evento apenas três participantes compareceram: Canhoto, o violonista cego Manoel de Lima (o "Manoelito") e o conjunto Turunas da Mauricéia. No concurso, Américo Jacomino recebeu o troféu principal, o Prêmio João Pernambuco, e os outros violonistas também foram premiados, com Manoel de Lima tendo recebido o Prêmio Levino Albano da Conceição e a cantora Ivonne Rebello do Turunas da Mauricéia tendo recebido o Prêmio Quincas Laranjeiras.
Jacomino também organizou uma série de espetáculos no Teatro Municipal com os Turunas Paulistas, que entre os integrantes estava Armando Neves. Aníbal Augusto Sardinha também participou da série espetáculos, na época cunhado como "o Garoto do Banjo" e mais tarde apenas "Garoto", tendo este estudado com Canhoto durante certo tempo. Durante essa fase, conforme informações de O Estado de São Paulo, o músico dava aulas para mais de 200 alunos.
No mesmo ano realizou dois programas chamados “Noites Brasileiras”, um no Teatro Boa Vista e outra no Teatro Municipal de São Paulo, nos quais também se apresentou o conjunto Os Turunas Paulistas.
Ainda em 1927, Américo Jacomino foi nomeado lançador de impostos pela prefeitura da capital paulista, concomitantemente a sua carreira musical.

### Morte e legado
Em 7 de setembro de 1928, o dia da Independência do Brasil, Américo Jacomino faleceu no Hospital Santa Catarina, à época situado na Avenida Paulista, após alguns dias internado. Foi sepultado no Cemitério do Araçá na capital paulista.
Américo Jacomino foi um pioneiro do violão instrumental no Brasil e o seu legado é difícil de ser mensurado, pois o impacto de sua obra reverberou das mais diferentes formas na música brasileira. Antes de Canhoto, o violão não era tão apreciado, pois era considerado um instrumento de menor destaque e de utilização restrita ao apoio de uma banda musical.
Contudo, Canhoto ainda em vida consolidou-se como um dos maiores nomes da música nacional e foi considerado pela mídia o maior violonista do Brasil, em que no Rio de Janeiro era chamado de o "Rei do violão brasileiro". O violonista ainda influenciou e inspirou músicos contemporâneos e ainda gerações futuras de violonistas, enobrecendo o instrumento e fazendo com que aos poucos o violão ganhasse a atenção do público. Exemplo disso, foram os seus recitais que costumeiramente era lotados e o lançamento de suas gravações que eram ansiosamente aguardadas pelos fãs e inclusive por muitos musicistas, além das partituras de suas canções que eram muito visadas.
Foi responsável pela formação de grupos musicais importantes da música brasileira, tendo se apresentado nos principais palcos do Brasil e ainda somado mais de 150 músicas autorais. Gravou seus discos tanto pelo sistema elétrico quanto pelo mecânico, revezando nos mais diversos estilos musicais da época, como o clássico, tango, valsa, choro, maxixe, cateretê, entre outros. Porém, Américo Jacomino não teve nenhum violonista como antecedente como referência, tendo buscando a sua influência e inspiração de outros ritmos musicais e os adaptado ao seu instrumento.
As suas canções Abismo de Rosas, Marcha dos Marinheiros, Marcha Triunfal Brasileira, Olhos Feiticeiros, entre outras, se tornaram memoráveis e por diversas vezes regravadas por interpretes e admiradores da obra do musicista paulistano. Violonistas como Dilermando Reis, Bê Monteiro, Geraldo Ribeiro, Ronoel Simões, entre outros, consideraram Canhoto o maior violonista brasileiro em sua época.
Em sua memória, em São Paulo, há diversos logradouros batizados ou renomeados em sua memória, a exemplo da Rua Américo Jacomino e a Praça Américo Jacomino ambas na Vila Madalena em São Paulo.